# Magazin Deutsche Krebshilfe
Das Magazin der Deutschen Krebshilfe ist die offizielle Zeitschrift der Hilfsorganisation gegen den Krebs mit dem Ziel, „die Krebskrankheiten in all ihren Erscheinungsformen zu bekämpfen“. Die Publikation setzt sich seither mit ihrer Berichterstattung für das seit 45 Jahren erklärte Handlungs-Prinzip ein: „Helfen. Forschen. Informieren!“

## Geschichte
Das Magazin wurde als erste wichtige Informations- und Dialogplattform der Deutschen Krebshilfe gegründet, um bundesweit die Förderer und Betroffenen mit Informationen und Fachbeiträgen über Themen der Onkologie regelmäßig zu erreichen. Das Magazin erscheint vom Anfang an ohne gewerbliche Anzeigen, um von kommerziellen Interessen unabhängig zu sein. Die Deutsche Krebshilfe finanziert ihre Aktivitäten ausschließlich aus Spenden. Sie erhält keine öffentlichen Mittel.

## Leserschaft und Inhalt
Das „Magazin“ der gemeinnützigen Organisation erhalten die Freunde und Förderer der Stiftung Deutsche Krebshilfe, der Stiftung Deutsche KinderKrebshilfe und die Mitglieder des Mildred-Scheel Kreises kostenlos. 2018 erschienen 343.000 Exemplare jeweils viermal im Jahr. Der Verkaufspreis des international angebotenen Magazins beträgt einen Euro. Neben der gedruckten Version ist das Magazin bei der Deutschen Krebshilfe in Bonn kostenlos als PDF-Datei abzurufen.
Zum Inhalt des Magazins gehören verständliche medizinische Fachberichte über Krebsforschung, Krebsprävention, individuelle Krebs-Therapien sowie Fragen der Selbsthilfe nach Krebs. Ständige Themen sind soziales Engagement der Erwachsenen und Jugendlichen bei Spenden- und Benefiz-Aktionen für die Deutsche Krebshilfe.
Neben Berichten über Veranstaltungen von Krebs-Organisationen sowie der vielfältigen Bürgerinitiativen gibt es die Möglichkeit über Leserbriefe Meinungen zu äußern und Fragen beantwortet zu erhalten. Tradition haben die grundsätzlichen Ausführungen des Krebshife-Präsidenten Fritz Pleitgen unterschiedlicher Krebspexerten sowie Gesundheitspolitiker, die sich regelmäßig in Kolumnen und Interviews mit Neuigkeiten und Ratschlägen an die Leserschaft wenden.